# Allée couverte von Kermeur Bihan

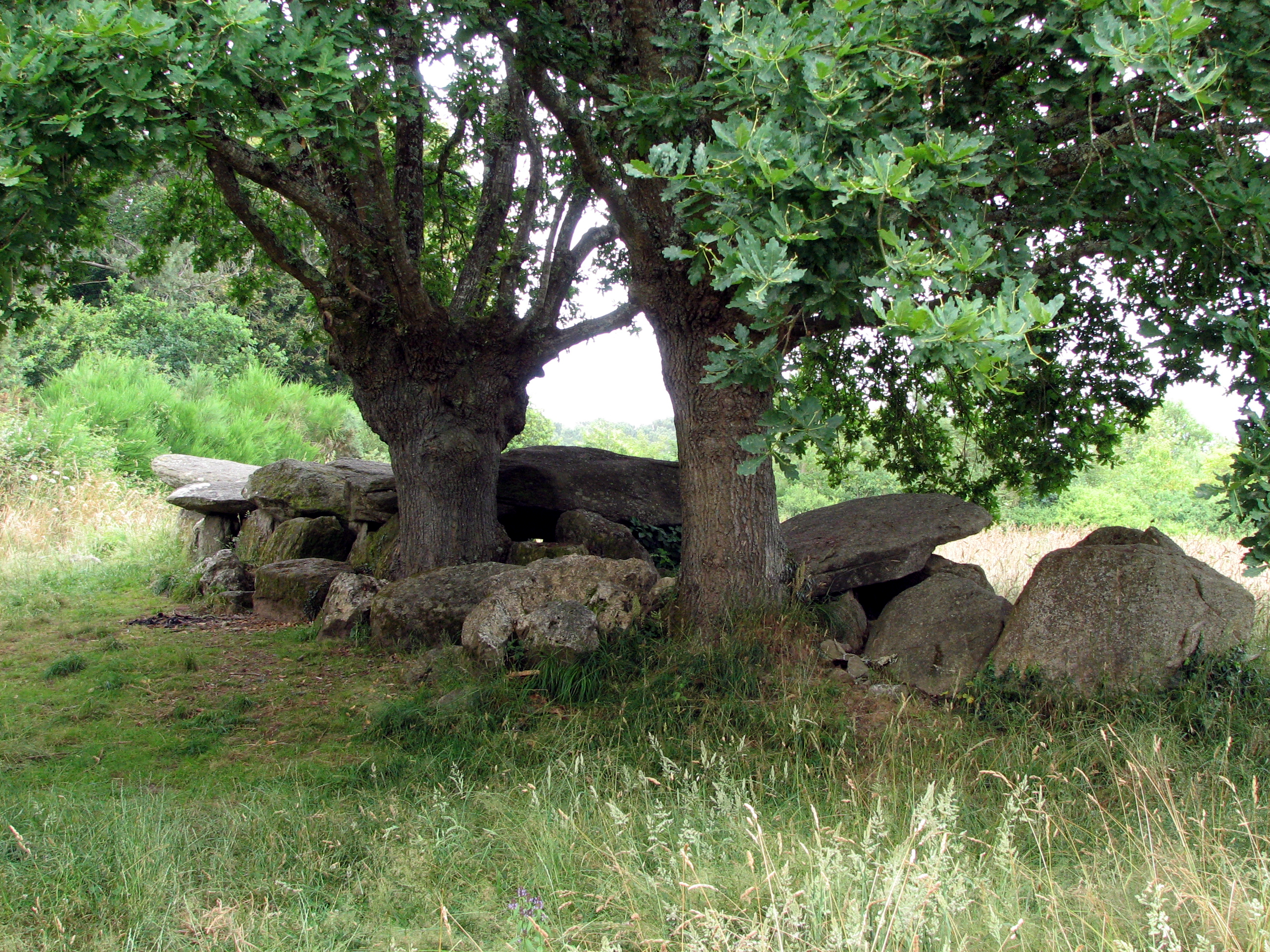
Allée couverte von Kermeur Bihan

Die Allée couverte von Kermeur Bihan (auch Allée couverte de Parc Biourac’h genannt) liegt im Park Biourac’h am Fluss Bélon, in Moëlan-sur-Mer im Département Finistère in der Bretagne in Frankreich.
Das 1882 von Paul de Châtellier (1833–1911) entdeckte und ausgegrabene Galeriegrab ist etwa 16,5 m lang und 2,5 m breit. Es besteht aus je elf Tragsteinen pro Seite, den Endsteinen und sechs von ursprünglich acht Deckenplatten. Bei der Ausgrabung des seit 1992 unter Schutz gestellten Denkmals wurden Vasen, eine Schüssel, geschliffene Äxte und Werkzeuge aus Feuerstein gefunden.
Im Ort liegen die Galeriegräber Allée couverte von Kercordonner und Allée couverte von Kergoustance sowie sechs erhaltene Menhire.